# Клайд
55°40′0″ пн. ш. 5°0′0″ зх. д. / 55.66667° пн. ш. 5.00000° зх. д.
Клайд (англ. River Clyde, гельск. Abhainn Chluaidh) — найважливіша річка Шотландії, 3-тя за довжиною в країні, 8-ма у Великої Британії 176 км (109 миль) з естуарієм 208 км. За часів Британської Імперії грала значну роль в суднобудуванні і торгівлі.
Бере початок на північних схилах Південно-шотландської височини, у верхів'ях тече низькогір'ям, а потім горбистою рівниною, утворюючи вище міста Ланарк пороги. Впадає в затоку Ферт-оф-Клайд. Середня витрата води в гирлі близько 70 м³/с. Восени і взимку багатоводна.
На річці розташоване одне з найбільших міст Великої Британії — Глазго, до якого підіймаються морські судна. До порогів, на яких розташована ГЕС, існує річкове судноплавство. Річка Клайд також сполучена каналами з Північним морем.

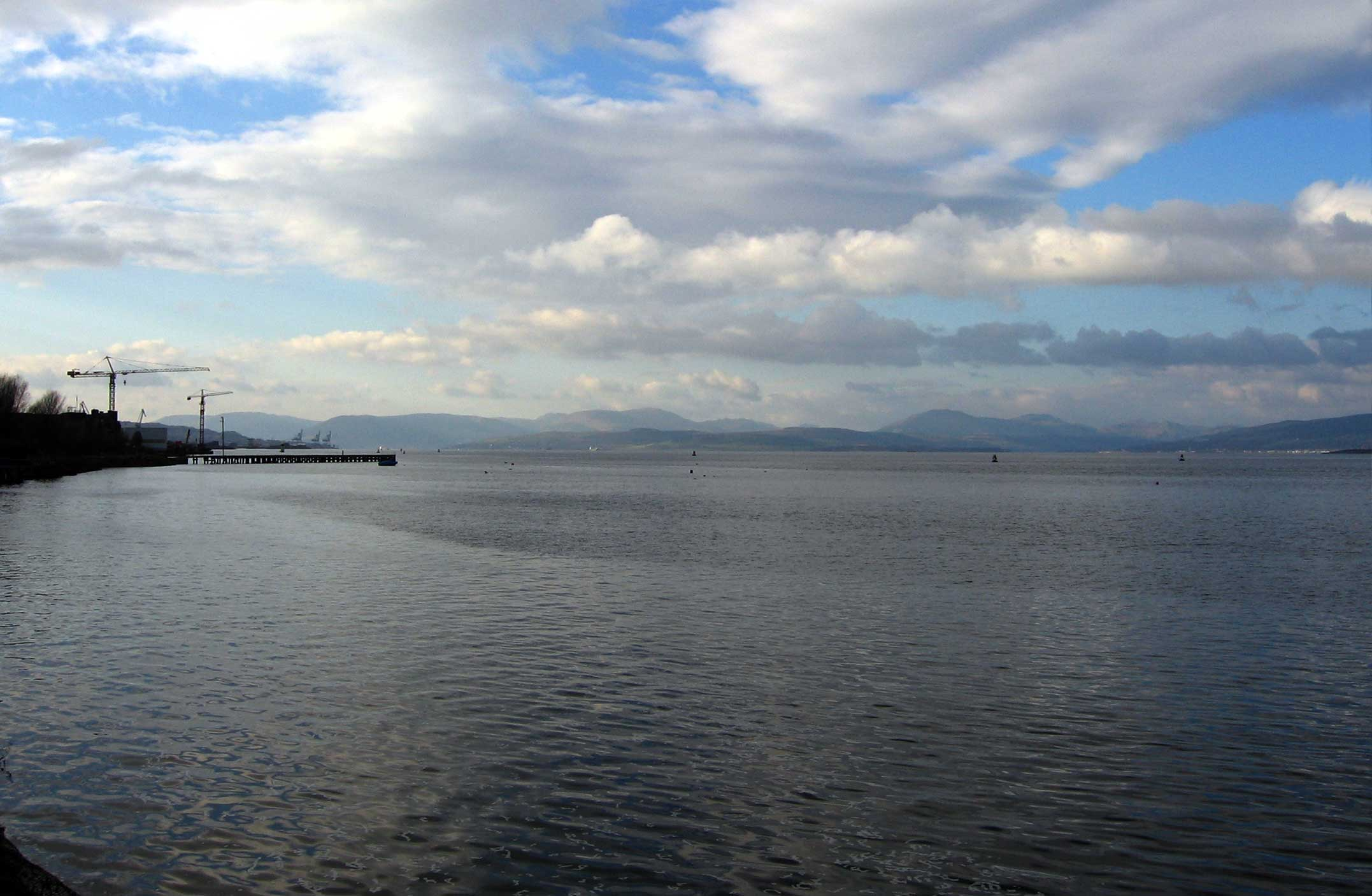
Естуарій річки Клайд. Зліва — замок Ньюарт в Порт-Глазго, океанський термінал Clydeport в Грінокі і затока Ферт-оф-Клайд

Витік річки знаходиться на пагорбі Lowther Hills і недалеко від витоків річок Твід, що тече на північний схід, і Аннан, що тече на південь. Існує приказка, що відображує факт витоку цих трьох значних річок з однієї місцевості: англ. «Annan, Tweed and Clyde rise oot ae hillside» («Аннан, Твід і Клайд починаються з цих горбів»).
Значні притоки: Лох-Ломонд.
Крім Глазго, на Клайді знаходяться міста: Ланарк, Думбартон, Гринок.
На річці широко поширена спортивна риболовля. Сезон рибного лову законодавчо встановлений з 15 березня по 30 вересня. Річка особливо привертає любителів форелі, якої водиться тут удосталь.

## У мистецтві
Клайд згадується в народній шотландській баладі «Black Is The Colour». У 2009 р. вийшла пісня Марка Нопфлера «So far from the Clyde» (Альбом «Get Lucky»)

## Координати
- витік р. Клайд 55°42′4″ пн. ш. 3°39′10″ зх. д. / 55.70111° пн. ш. 3.65278° зх. д.
- гирло р. Клайд 50°40′0″ пн. ш. 5°0′0″ зх. д. / 50.66667° пн. ш. 5.00000° зх. д.